# Mussaenda angustisepala
Mussaenda angustisepala là một loài thực vật có hoa trong họ Thiến thảo. Loài này được Ridl. mô tả khoa học đầu tiên năm 1923.